# Sirkkasaari (ö i Mellersta Finland)
Sirkkasaari är en ö i Finland. Den ligger i sjön Sumiainen och i kommunen Äänekoski i den ekonomiska regionen  Äänekoski ekonomiska region  och landskapet Mellersta Finland, i den centrala delen av landet, 280 km norr om huvudstaden Helsingfors. Öns area är 0,1 hektar och dess största längd är 60 meter i sydöst-nordvästlig riktning.